# Lome, Idrija
Lome este o localitate din comuna Idrija, Slovenia, cu o populație de 109 locuitori.